# Girls Just Wanna Have Fun
Girls Just Wanna Have Fun, traducido como Las chicas sólo quieren divertirse en España y como Las chicas se divierten en Hispanoamérica, es el cuarto episodio de la segunda temporada de la serie de televisión Xena: la princesa guerrera. El capítulo, que se emitió por primera vez el 21 de octubre de 1996, fue escrito por Adam Armus y Nora Kay Foster, y dirigido por T.J. Scott. Girls Just Wanna Have Fun es también el título de un videojuego de aventura conversacional creado por Slingshot Entertainment y basado en el propio episodio que, sin embargo, no cuenta con las voces de los actores originales.
En el episodio, Xena y Gabrielle unen fuerzas con Joxer y Orfeo para derrotar a Baco, quien está convirtiendo chicas inocentes en bacantes chupasangres. Gabrielle es transformada temporalmente en bacante y Xena mata a Baco antes de que él pueda hacer permanente la transformación.
Girls Just Wanna Have Fun es un cómico episodio de Halloween que se caracteriza por el empleo de la música disco y por tener un alto componente sexual para una serie como Xena: la princesa guerrera. Tiene, además, un fuerte subtexto lésbico. Andrew Leonard afirma que esto implica un "consentimiento tácito para una lectura lésbica de la relación entre Xena y Gabrielle". El episodio recibió críticas positivas, alabando especialmente la música y los efectos especiales. El editor de sonido fue premiado en los Golden Reel Awards de la Motion Picture Sound Editors.

## Argumento
Girls Just Wanna Have Fun comienza cuando Xena y Gabrielle se encuentran con Joxer, que tiene un paquete para Xena, el cual contiene la cabeza parlante de Orfeo. Orfeo informa a Xena de que Baco lo ha decapitado y tienen que detenerlo. Llegan a una ciudad cercana en la que Gabrielle acude a una fiesta y baila con un grupo de bacantes de Baco: vampiresas creadas por él. Mientras tanto, Xena vence a dos bacantes. Por otra parte, Baco planea convertir a Xena en bacante para siempre.
Al día siguiente, los protagonistas van a un cementerio próximo a las catacumbas de Baco para recoger huesos de dríade. Dichos huesos son lo único que puede perforar el corazón de una bacante y matarla para siempre. Xena mata a una dríade alada, consiguiendo así un hueso afilado. Gabrielle entonces se convierte en bacante, ya que había sido mordida el día anterior en la fiesta. La amiga de Xena huye hacia las catacumbas y el resto del grupo acude en su búsqueda.
Encuentran a Gabrielle, Baco y un gran grupo de bacantes en mitad de una ceremonia. Gabrielle está a punto de beber de una copa con sangre de Baco y convertirse en bacante para siempre, pero Xena tira la copa al suelo con su chakram. Comienza una lucha y Xena trata de matar a Baco, pero él le dice que solo una bacante puede hacerlo. Xena se deja morder por Gabrielle, convirtiéndose en bacante y matando así a Baco, después de lo cual todas las bacantes, incluyendo Xena y Gabrielle, recobran su humanidad.

## Producción
Girls Just Wanna Have Fun es un cómico episodio de Halloween que fue rodado en Auckland, Nueva Zelanda. Después de grabar durante dos días, el director T.J. Scott le pidió permiso al productor Robert Tapert para filmar el capítulo a modo de un estilizado videoclip rock de terror. Scott comentó "Reuní al equipo y dije 'De acuerdo chicos, aquí vamos. Esto va a ser mucho más vampírico y divertido' y reforzamos el radiocasete con música rock." Debido a la temática tratada en el episodio, Scott pudo aumentar el nivel de erotismo del capítulo. Scott dijo "Hicimos dos tomas cargadas de sensualidad vampírica, pero con buen gusto y luego una tercera toma donde Lucy realmente se suelta. Por supuesto, todos nos moríamos de la risa y dijimos 'Vale, eso no va a aparecer nunca en pantalla', ¡Definitivamente lo habíamos llevado demasiado lejos!". A la larga, Scott sintió que "Si lo sacas fuera de contexto e intentas tomártelo en serio, a veces parece un videoclip rock".
En una escena, unen la cabeza de Orfeo al cuerpo de un espantapájaros. Según Matthew Chamberlain, el actor que interpretaba a Orfeo, le pidieron que subiera de un salto a un caballo llevando el traje de espantapájaros. Chamberlain dijo que "cuando apenas le había dado al caballo una rápida palmada antes de saltar sobre él" se encontró "¡siendo arrastrado en el otro sentido mientras el caballo mascaba la paja que asomaba por mi manga!". En algunas escenas el equipo recurrió a una versión animatrónica de la cabeza de Chamberlain que funcionaba por mando a distancia. Algunos actores simplemente fingían mirar la cabeza animatrónica durante sus escenas porque si la miraban mientras ella les respondía, se reían y arruinaban la escena.

## Tema
Girls Just Wanna Have Fun tiene un subtexto lésbico. De acuerdo con The Audience Studies Reader, de Will Brooker y Deborah Jermyn, mientras que en algunos episodios de la serie el subtexto lésbico está implícito, en Girls Just Wanna Have Fun el lesbianismo se sugiere de forma evidente. Andrew Leonard describió el capítulo como un episodio "de vampiros, lesbianismo y música disco" y señaló que ello implica un "consentimiento tácito para una lectura lésbica de la relación entre Xena y Gabrielle". Un crítico de la página web DVD Town opinó que el erotismo lésbico que había en general en Xena: la princesa guerrera fue amplificado en este episodio, prestando especial atención a la ropa sexy que lucía Gabrielle y los ojos sedientos con los que miraba a Xena. Heather Findlay, de la revista Girlfriends, enumeró varias escenas con subtexto lésbico: "Gabrielle deambula por un bar donde solo hay mujeres (guiño-guiño), se convierte en vampiresa y besa a Xena -oh, espera, eso era un mordisco-". El libro Queer señaló que aunque la serie ha finalizado, el episodio "de vampiros, lesbianismo y música disco" permanecerá en todos las colecciones de vídeos lésbicos.

## Recepción
Las críticas de Girls Just Wanna Have Fun fueron, en general, positivas. Rob Lineberger, de la página web DVD Verdict, señaló que el episodio fue curioso e innovador, con aspectos considerables como la cabeza de Orfeo en el cuerpo de un espantapájaros, el empleo de una banda sonora techno o la bacante seduciendo a Gabrielle. Un crítico de Play.com lo consideró un clásico episodio de Xena: la princesa guerrera.
Dos aspectos técnicos del episodio fueron especialmente elogiados. En primer lugar, un artículo de la revista The Hollywood Reporter citó los esqueletos alados como uno de los efectos especiales para televisión más destacados. En segundo lugar, el editor de sonido Jason Schmid ganó el premio a la edición de sonido de una serie de una hora en los Golden Reel Awards de la Motion Picture Sound Editors por su trabajo en este episodio